# Kościół Świętego Jana Chrzciciela i klasztor Franciszkanów w Holszanach
Kościół Świętego Jana Chrzciciela i klasztor Franciszkanów (biał. Касцёл Святога Яна Хрысціцеля і кляштар францысканцаў) – rzymskokatolicki kompleks kościelno-klasztorny w Holszanach, wzniesiony w I poł. XVII w.

## Historia
Klasztor został ufundowany przez podkanclerzego litewskiego Pawła Stefana Sapiehę. Razem z kościołem zbudowany został w 1618 w sąsiedztwie zamku Sapiehów. Wdowa po nim Zofia dobudowała do kościoła rotundę, w której umieściła marmurowy nagrobek męża oraz nagrobki jego trzech poprzednich żon. Nagrobki te pozostawały w świątyni do ok. 1970, kiedy to wywieziono je do Muzeum Starożytnej Historii i Kultury Białoruskiej w Mińsku. W 1774 świątynię przebudowano, całkowicie zmieniając jej wygląd. Klasztor franciszkański działał do 1832, gdy został skasowany; kościół pozostał czynny jako parafialny. W klasztorze władze rosyjskie umieściły koszary, zaś część budynku mieszkalnego dla zakonników nakazały rozebrać. Świątynia została zamknięta przez władze radzieckie po II wojnie światowej, które poleciły rozlokować w kościele warsztat, zaś w klasztorze - magazyn.  
Po upadku ZSRR część budynku klasztornego zwrócono pierwotnym właścicielom, natomiast w pozostałych pomieszczeniach funkcjonuje filia Państwowego Muzeum Sztuki Białorusi. Kościół od 1990 ponownie jest czynny.

## Architektura
Kościół w Holszanach został wzniesiony na planie prostokąta. Jest to budowla trójnawowa. Jej elewację zdobi barokowy fronton dekorowany wolutami oraz pilastry. Główną nawę kościoła kryje sklepienie kolebkowe z lunetami, natomiast nawy boczne - sklepienie krzyżowe. Prezbiterium ani przedsionek nie są wydzielone. Konstrukcja kościoła wspiera się na ośmiu filarach. Pierwotne wyposażenie świątyni uległo po II wojnie światowej całkowitemu zniszczeniu. Przetrwały jedynie XVIII-wieczne iluzjonistyczne malowidła ścienne. Fundator kościoła, Paweł Stefan Sapieha, został pochowany w jednej z kaplic w świątyni, podobnie jak jego trzy małżonki. Figury zmarłych, stanowiące część nagrobka, eksponowane są w Muzeum Kultury Białoruskiej w Mińsku. Dzwonnica kościelna jest budowlą wolno stojącą, została zbudowana na początku XIX w..
Z kościołem łączy się budynek klasztoru, dwukondygnacyjny, pierwotnie dwuwieżowy (przetrwała tylko jedna z wież), na planie prostokąta z wewnętrznym dziedzińcem. Cały kompleks otacza mur.

## Galeria zdjęć

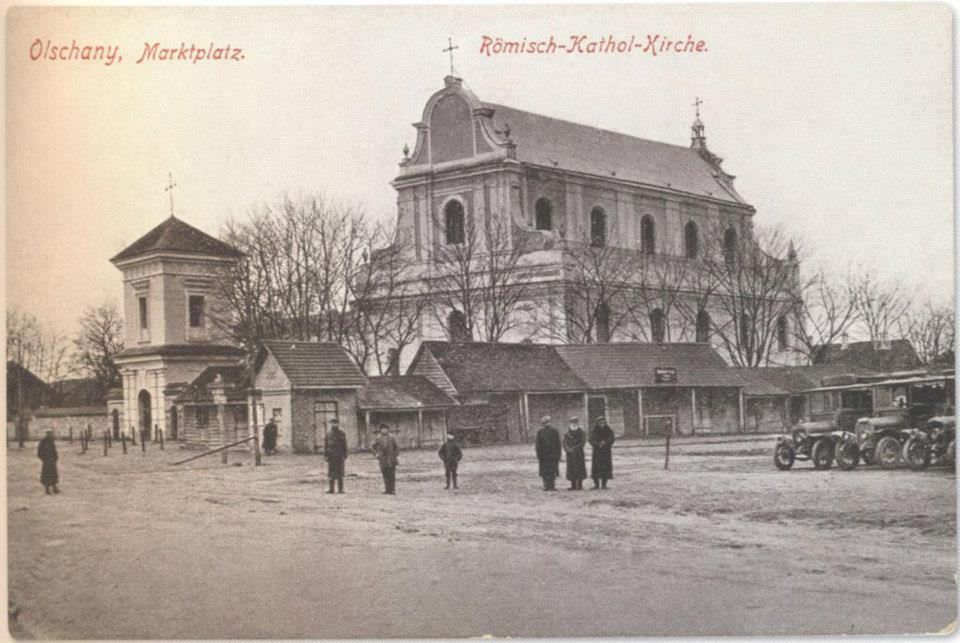
Budynek kościoła oraz dzwonnica w 1915 r.
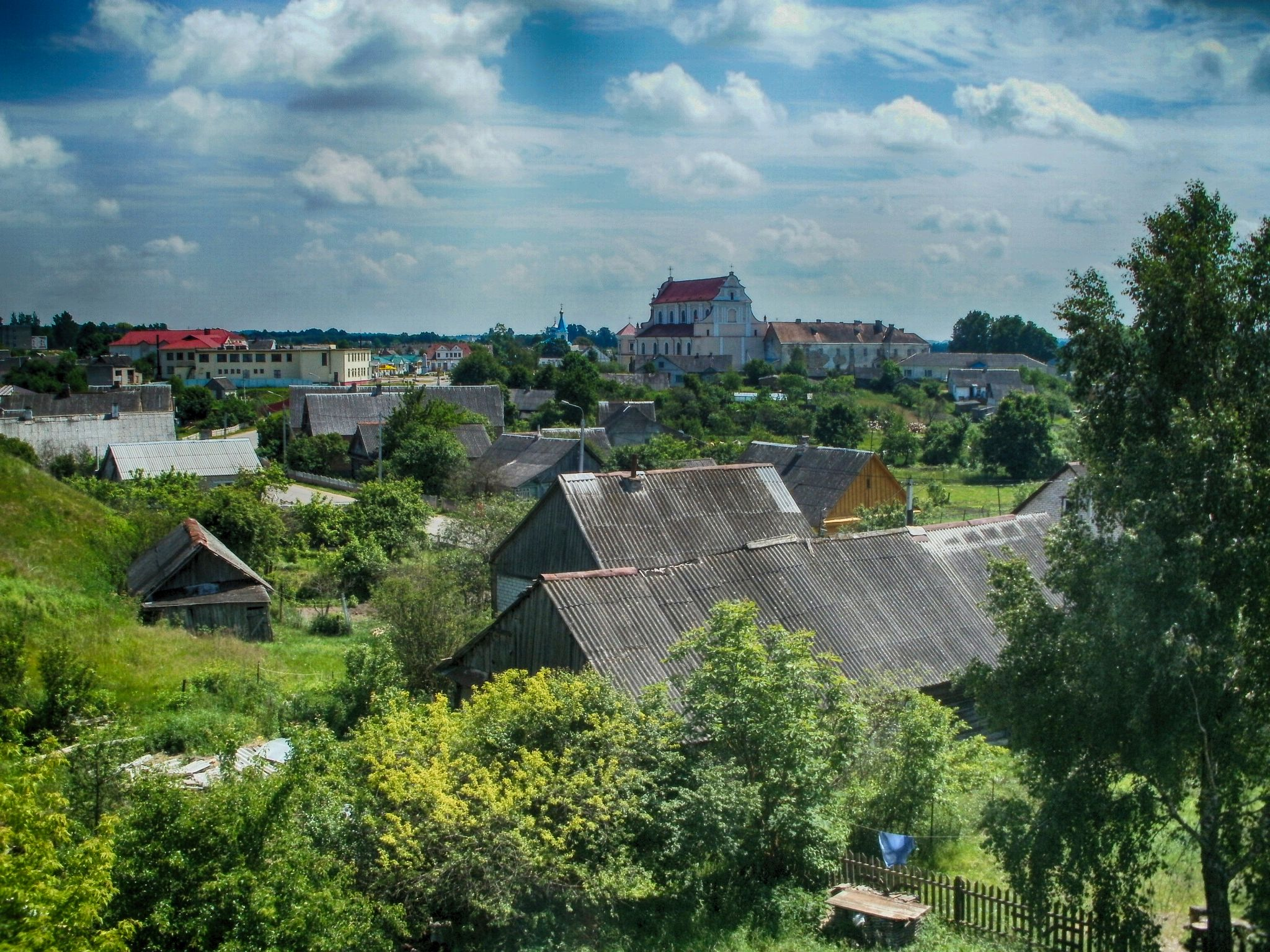
Panorama Holszan z kościołem św. Jana w tle
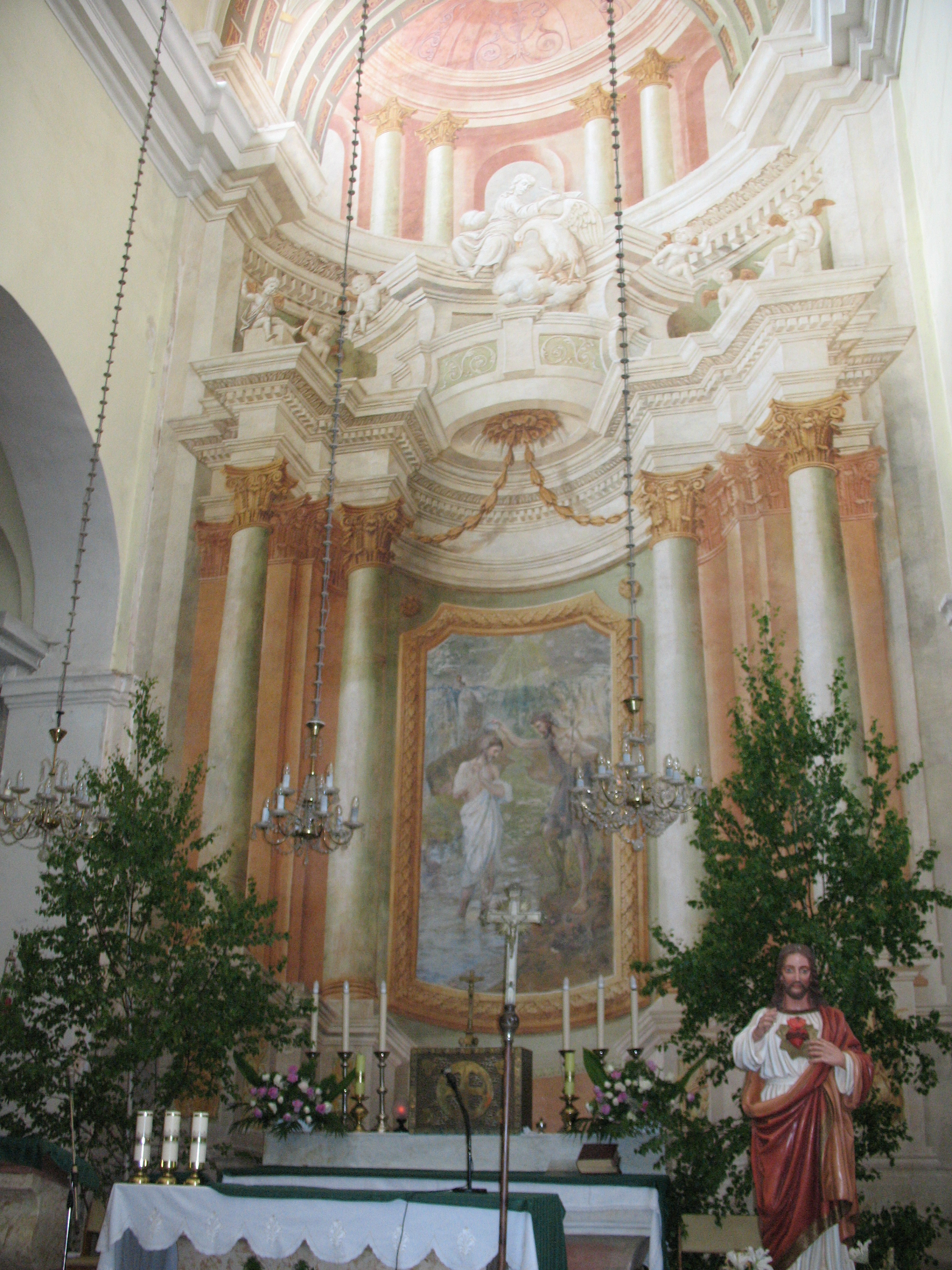
Widok na ołtarz główny świątyni
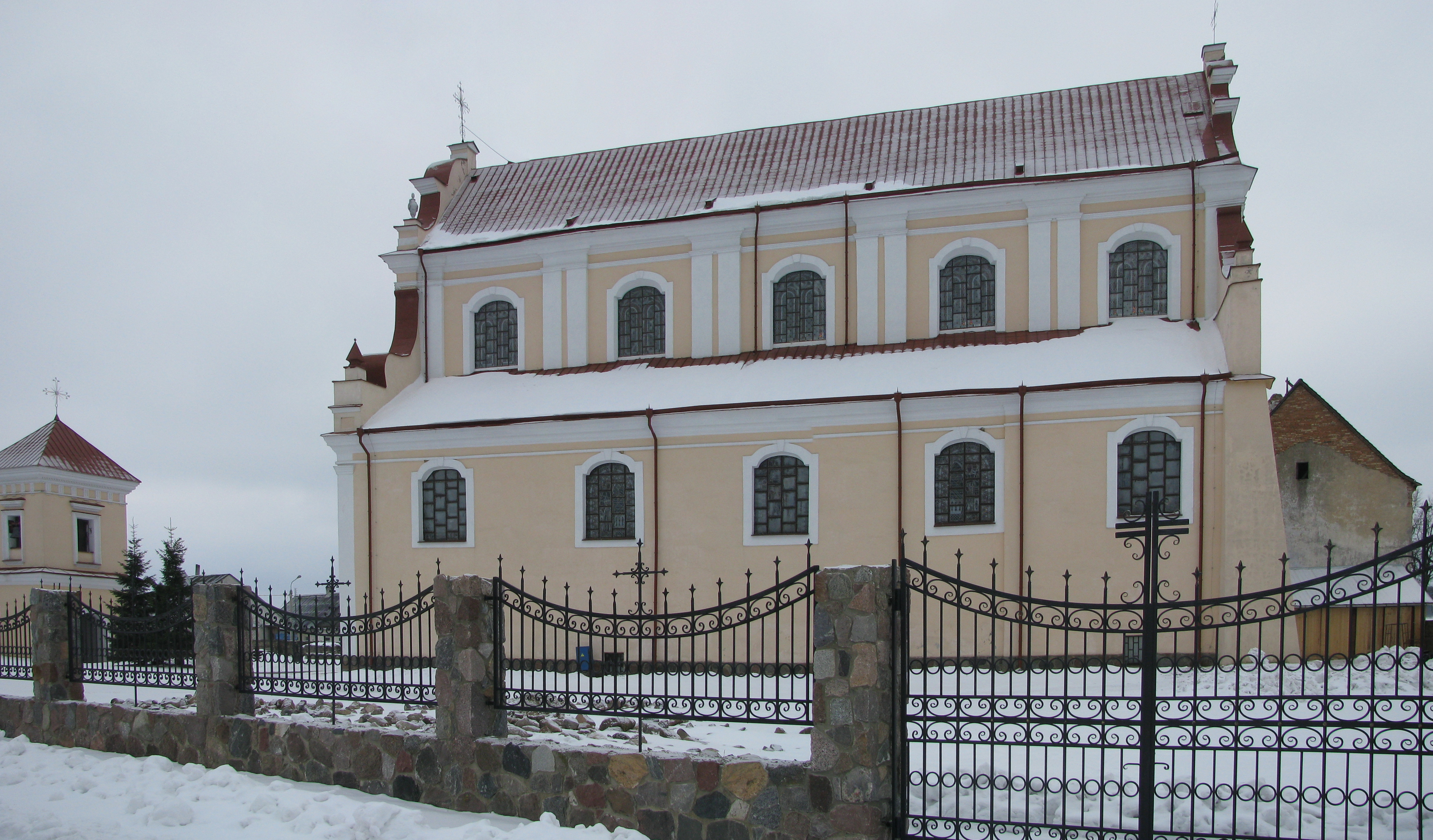
Kościół św. Jana w zimowej szacie
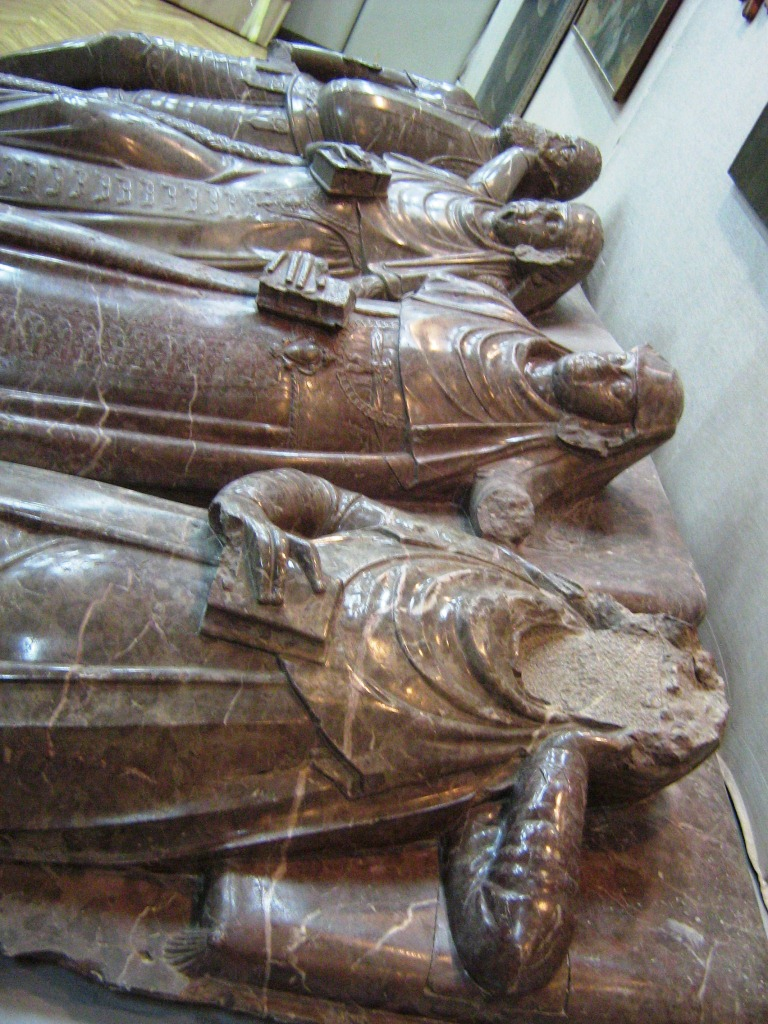
Nagrobek Pawła Stefana Sapiehy